# Baddie Winkle

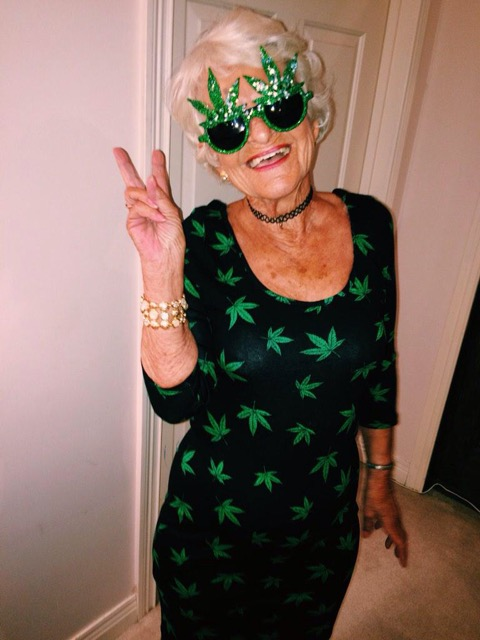
Baddie Winkle

Baddie Winkle (* 18. Juli 1928 als Helen Ruth Elam in Hazard, Kentucky) ist eine US-amerikanische Internetpersönlichkeit und Model. Sie ist international berühmt durch ihr extravagantes Auftreten und wegen ihres hohen Alters.

## Leben
Winkle wurde als Helen Ruth Elam in Hazard als Tochter eines Bergarbeiters geboren. Sie ist seit 1983 verwitwet und hat 8 Enkelkinder und 3 Urenkelkinder. Als sie 85 Jahre alt war, postete ihre Urenkelin Kennedy Lewis ein Foto von ihr auf Twitter. Der Beitrag gefiel so vielen Nutzern, dass Winkle einen eigenen Account auf Instagram anlegte und bereits 2015 eine Million Follower hatte. Sie wurde als Gesicht für die Einführungskampagne der Webseite der Grit Creative Group ausgewählt, in der sie sich unter anderem als Kurt Cobain und Kate Moss kleidete. Sie half Nicole Richie die zweite Staffel Candidly Nicole auf VH1 zu starten. Bei der Netflix-Promotion für Orange Is the New Black erschien sie auf dem Roten Teppich. Von dem ehemaligen Disney-Star Miley Cyrus wurde sie zu den MTV Video Music Awards eingeladen. 2016 war sie Teil der „Keep It Moving“-Kampagne in einem nationalen Werbespot für Smirnoff ICE Electric Flavours. Sie zeichnet sich durch exzentrische Kleidung aus und befürwortet die Legalisierung von Marihuana zu medizinischen Zwecken.